# Liste der Kulturdenkmale in Göllnitz
In der Liste der Kulturdenkmale in Göllnitz sind vorerst einige Kulturdenkmale der ostthüringischen Gemeinde Göllnitz im Landkreis Altenburger Land und ihrer Ortsteile aufgelistet. Diese Liste basiert nicht auf der offiziellen Denkmalliste der Unteren Denkmalschutzbehörde des Landkreises. Grundlage hierfür ist gegebenenfalls vorhandene Literatur beziehungsweise vorhandene Denkmalplaketten an den einzelnen Objekten. Deswegen ist diese Liste stark unvollständig.

## Göllnitz
| Bild                                    | Bezeichnung  | Lage                          | Datierung | Beschreibung | ID |
| --------------------------------------- | ------------ | ----------------------------- | --------- | ------------ | -- |
| weitere Bilder Fotos hochladen          | Dorfkirche   | Agricolaplatz (Karte)         |           |              |    |
| Direkt Bild zu diesem Denkmal hochladen | Straßenstein | Koordinaten fehlen! Hilf mit. |           |              |    |

## Schwanditz
| Bild            | Bezeichnung                 | Lage                   | Datierung | Beschreibung                                      | ID |
| --------------- | --------------------------- | ---------------------- | --------- | ------------------------------------------------- | -- |
| Fotos hochladen | Stallgebäude mit Laubengang | Im Rittergut 1 (Karte) |           | Stallgebäude des Rittergutes, eines Vierseithofes |    |